# Jim Bolger
James Brendan Bolger, detto Jim (Opunake, 31 maggio 1935), è un politico neozelandese, primo ministro dal 1990 al 1997.

## Biografia
Figlio di immigrati irlandesi, abbandonò presto la scuola per dedicarsi alla fattoria di famiglia. Nel 1963, dopo il matrimonio, si spostò a Te Kuiti con il proprio bestiame e continuò a lavorare nel campo dell'allevamento e dell'agricoltura. Attivo nella politica locale fin dagli anni '60, nel 1972 venne eletto per la prima volta al parlamento e venne riconfermato in ogni elezione. Nel 1990 divenne primo ministro del paese e governò per poco più di 7 anni fino al dicembre 1997. Dopo la caduta del suo governo rimase in parlamento fino al 1998, quando si ritirò dalla vita politica attiva.